# محمد عساف
محمد جبر عساف مشهور به محمد عساف و ملقب به عندلیب فلسطین، هنرمند ترانه خوان اهل فلسطین و متولد ۱۰ سپتامبر ۱۹۸۹ میلادی در لیبی است. محمد از اردوگاه خان یونس در منطقه غزه توانست رتبه نخست دومین دوره مسابقه «عرب آیدل» را به دست آورد. او با اینکه تنها ۲۲ سال داشت اما با صدای زیبایش طرفداران بسیاری پیدا کرد. محمد عساف، پس از پیروزی در این مسابقه محبوب و پربیننده، به عنوان سفیر جوانان و اشتغال سازمان ملل متحد معرفی شد.

عساف پیش از این نیز در سال ۲۰۰۸ در مسابقه مارسیل خلیفه نیز رتبه نخست را دریافت کرده بود. علاقه‌مندی او بیشتر به موسیقی طرب و کلاسیک عربی است. پس از پیروزی او، بسیاری از خبرگزاری جهان پیروزی عساف را منتشر کردند. بسیاری از رسانه‌های ایرانی فارسی زبان نیز پیروزی عساف را اطلاع‌رسانی کردند اما سایت خبری مشرق نیوز و خبرگزاری تسنیم برنامه عرب آیدل را مورد نقد قرار دادند و آن را سیاست انگلیس دانستند. همچنین گفته می‌شود مردم ایران و مخصوصاً عرب‌های ایران {اهواز} از رای‌دهندگان به محمد عساف بودند. تحلیلگران گفتند که رأی دادن مردم عرب به عساف نشان از همبستگی و فراموش نکردن فلسطین است.شکیرا خواننده مشهور کلمبیایی به سپ بلاتر رئیس فیفا پیشنهاد کرده‌است، که محمد عساف را برای همراهی شکیرا در اجرای ترانه افتتاحیه جام جهانی ۲۰۱۴ برزیل، دعوت کند.

## زندگی
عساف در خانواده‌ای جنگ زده در لیبی از پدر و مادری فلسطینی به دنیا آمد و در سن چهار سالگی به همراه پدر و مادرش به غزه برگشتند. او از سنین کودکی به موسیقی علاقه‌مند بود و در دوره ابتدایی و راهنمایی در جشنواره‌های موسیقی حماسی و ... شرکت می‌کرد و مورد توجه بسیاری از اهالی موسیقی فلسطین قرار گرفت.
این ستاره فلسطینی به نواختن گیتار و عود آشنایی دارد.
او که تا پیش از این در جشن‌های عروسی در نوار غزه می‌خواند، جایزه مسابقه تلویزیونی عرب آیدل (Arab Idol) را بُرد که برای کشورهای عربی برگزار می‌شود و در آن استعدادهای تازه کشف می‌شوند. گفته می‌شود یک شرکت‌کننده فلسطینی دیگر نوبتش را در مسابقه ورودی به محمد عساف داده و به این ترتیب او توانسته است به مسابقه راه پیدا کند.

## شرکت در عرب آیدل

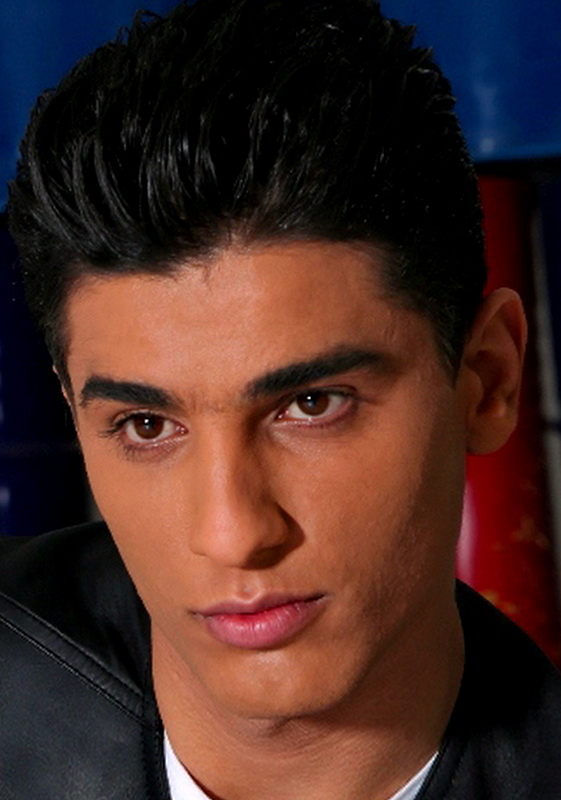

دومین دوره برنامه عرب آیدل شبکه‌ام بی سی از ۱۳ فروردین ۱۳۹۲ با حضور ۱۳ شرکت‌کننده از کشورهای مختلف عربی در بیروت آغاز و در آخرین مرحله به سه نفر یعنی احمد جمال از مصر، فرح یوسف از سوریه و محمد عساف از غزه رسید اما عساف توانست بیشترین آرای مردم را کسب و عنوان عرب ایدل را نصیب خود کند.

او در آخرین برنامه از عرب ایدل با دو شرکت‌کننده از سوریه و مصر رقابت کرد. در این رای‌گیری‌ها مردم در ۲۲ کشور عربی از طریق پیامک به یکی از شرکت‌کنندگان رأی می‌دادند ولی در نهایت عساف توانست با اجرای موفق‌تر ترانه‌هایی بیشترین پیامک‌ها را از آن خود کند. داوران این دوره از مسابقه نانسی عجرم، راغب علامه و احلام بودند. استعداد محمد و صدای زیبا و دلچسبش به ویژه در بازخوانی آهنگ‌های عبدالحلیم حافظ، آوازه خوان مشهور عرب بسیار قابل توجه بود و بارها مورد تحسین ۴ داور این برنامه راغب علامة، احلام، نانسی عجرم و حسن الشافعی قرار گرفت.
به گزارش رویترز، این برنامه رکورد پربیننده‌ترین برنامه تلویزیونی در جهان عرب را به خود اختصاص داده است.
ترانه «علی الکوفیه» که محمد عساف روز پایان مسابقه خواند و با آن برنده شد، اشاره‌های سیاسی هم دارد. او در این ترانه خواستار برافراشته‌شدن چفیه فلسطینی و اتحاد شده‌است. وی در پایان به کسانی که به وی رأی دادند ادای احترام کرد و گفت: این جایزه را به روح شهدا و زندانیان و همه مردم فلسطین و جهان عرب و به هر انسان آزاد تقدیم می‌کنم.

## پیروزی عساف و خوشحالی در جهان عرب
بسیاری از مردم در کشورهای عربی و اردوگاه‌های غزه و کرانه باختری از طریق مانیتورهای بزرگ در خیابان‌ها و مراکز پرتجمع، مسابقه نهایی عرب ایدل را پیگیری می‌کردند. گفته شد با اعلام پیروزی محمد عساف، خیابان‌های شهرهای فلسطین غرق شادی و سرور شدند و مردم در خیابان‌ها به شادی و رقص و پایکوبی پرداختند. خبرنگار رویترز نیز در این باره نوشت: شادی در خیابان‌های فلسطین شبیه شادی‌های عید فطر یا فینال جام جهانی بود.
شرکت‌های مخابراتی در فلسطین هزینه ارسال پیامک برای رأی دادن به عساف را کاهش داده بودند. در روزهای اخیر می‌شد صدای عساف را از همه ماشین‌ها، کافه‌ها و .. در فلسطین شنید. برخی از کافه‌های فلسطین هم در ازای هر پیامک به عساف یک فنجان قهوه مجانی به مشتریان خود می‌دادند.
محمد عساف، پس از پیروزی در این مسابقه محبوب و پربیننده، به عنوان سفیر جوانان و اشتغال سازمان ملل متحد معرفی شد. به نوشته الجزیره احتمالاً پاسپورت دیپلماتیک نیز به او اعطا کرده‌است. همچنین محمود عباس رئیس‌جمهور فلسطین او را سفیر حسن نیت فلسطین نیز معرفی کرد. او پس از پیروزی اش گفت: ما هم می‌جنگیم هم می‌خوانیم.

## جوائز
- سفیر جوانان و اشتغال سازمان ملل متحد
- سفیر حسن نیت فلسطین
- لقب ستاره عرب

## بازتاب در رسانه‌های جهان
پس از پیروزی محمد عساف، بسیاری از رسانه‌های مکتوب و مجازی جهان این خبر را منتشر کردند و بازتاب وسیعی در جهان پیدا کرد. خبرگزاری‌های رویترز، بخش خبری سایت یاهو مجموعه شبکه‌های بی‌بی‌سی فارسی، عربی، انگلیسی، روزنامه گواردین، صدای آمریکا، الجزیره، العربیه و در میان خبرگزاری‌های ایران نیز سایت خبری تابناک به نقل از عصر ایران این خبر را منتشر کردند.
همچنین رسانه‌های «رادیوفردا»، «ایران امروز»، و «بالاترین» نیز این خبر را منتشر کردند. در این بین سایت خبری مشرق نیوز گزارشی دربارهٔ پیروزی محمد عساف نوشت. در این گزارش مشرق نیوز آمورده بود که مردم فلسطین به جای پرداختن به غناء و طرب باید به فکر مشکل اصلی خودشان باشند که این رویکرد مشرق نیوز مورد نقد رسانه‌های عربی قرار گرفت.
از دیگر سو، مردم عرب اهواز نیز که در رسانه‌های عربی به عنوان مردم عربستان ایران از آن‌ها یاد شده بود نیز طبق گزارش و کامنت‌های ارسال شده برای عرب آیدل، از طرفداران محمد عساف بودند.
محمود عباس رئیس تشکیلات خودگردان فلسطین هم در بیانیه‌ای اعلام کرد که پیروزی عساف برای ملتشان در مسیر تشکیل دولت مستقل فلسطین به پایتختی قدس، افتخارآمیز است.
خبرگزاری فرانسه هم در گزارشی نوشت: دیگر از فلسطین تنها صدای تانک و گلوله شنیده نمی‌شود. بعد از سال‌های پر از جنگ و خونریزی، صدای یک جوان فلسطینی همه چیز را تغییر داد.
قبل از این محمود عباس رئیس تشکیلات خودگردان فلسطین در کرانه باختری، اسماعیل هنیه رئیس کابینه حماس در غزه و دیگر مقامات فلسطینی حمایت و شادی خود را از حضور عساف در مرحله نهایی مسابقه اعلام کرده بودند. بسیاری از بانک‌ها و شرکت‌های بزرگ در فلسطین نیز حمایت خود را از وی اعلام کرده بودند.

### جلوگیری اسرائیل از ورود خودروی محمد عساف به غزه
عساف که برنده خودروی شورلت از برنامه عرب آیدل شده بود برای ورودش جایزه‌اش به غزه با مشکل مواجه شد. مسئولان اسرائیلی گفتند که ورود خودروهای ۸ سیلندر به دلیل سرعت بالایشان به نوار غزه غیرمجاز است.